# Macroglossum dohertyi
Macroglossum dohertyi là một loài bướm đêm thuộc họ Sphingidae, chi Macroglossum.

## Phụ loài
- Macroglossum dohertyi dohertyi
- Macroglossum dohertyi doddi Clark, 1922